# Erythroxylum corymbosum
Erythroxylum corymbosum är en tvåhjärtbladig växtart som beskrevs av Louis Hyacinthe Boivin och Henri Ernest Baillon. Erythroxylum corymbosum ingår i släktet Erythroxylum och familjen Erythroxylaceae. Inga underarter finns listade i Catalogue of Life.